# 32233 Georgehou
32233 Georgehou è un asteroide della fascia principale. Scoperto nel 2000, presenta un'orbita caratterizzata da un semiasse maggiore pari a 3,0456713 UA e da un'eccentricità di 0,1218247, inclinata di 8,45505° rispetto all'eclittica.